# 온에어네트웍스
온에어네트웍스는 IT정보기기 공급 및 유지보수 전문업체이며, 전신은 2000년 11월 세워진 온에어I&C으로 컴퓨터 판매와 기업체 IT유지보수를 시작했다.
사업 직접수행 기술력과 고객과의 신뢰를 바탕으로 변화하는 IT환경에 필요한 모든 서비스(IT장비의 도입, 유지보수, 자산매각까지 통합 관리)를 제공하고 있다.

## 같이 보기
- 온에어I&C